# Aéroport international de Nadi
L'aéroport international de Nadi (code IATA : NAN • code OACI : NFFN) est le principal aéroport international des Fidji, situé dans la ville de Nadi. En 2019, il a accueilli 2 485 319 passagers, et représente 97% des visiteurs internationaux des Fidji. Il est le hub de la compagnie nationale Fiji Airways et de sa filiale Fiji Link. Malgré son statut de principal aéroport des Fidji, il est situé à plus de 190 kilomètres de Suva, capitale et plus grande agglomération du pays, ville qui possède son propre aéroport, l'Aéroport International de Nausauri.
L'aéroport est la scène d'une tentative de détournement d'avion le 19 mai 1987 lorsqu'un employé de l'aéroport, Amjad Ali, monte à bord du vol TE24 (en) d'Air New Zealand avec des bâtons de dynamite pour fuir le coup d'État militaire qui vient d'avoir lieu aux Fidji. Il est finalement assommé par un membre de l'équipage,.

## Situation
| Cicia Gau Koro Labasa Lakeba Levuka Malolo Mana Matei Moala Nadi Suva Rotuma Savusavu Vanuabalavu Vunisea Yasawa |

## Compagnies et destinations
13 compagnies aériennes proposent un service régulier à l'aéroport. Nadi est la base de Fiji Airways et de sa filiale, Fiji Link, qui se concentre aux vols domestiques dans le pays.
| Compagnies         | Destinations |
| ------------------ | --- |
|                    | |
| Air New Zealand    | Auckland, Christchurch En saison : Wellington |
| Air Niugini        | Honiara, Port Moresby-Jacksons |
| Air Vanuatu        | Port-Vila Bauerfield |
| Aircalin           | Nouméa - La Tontouta, Wallis-Hihifo, Tahiti-Faaa |
| Fiji Airways       | - Adélaïde, - Apia-Faleolo, - Auckland, - Brisbane, - Canberra, - Christchurch, - Funafuti, - Honiara, - Hangzhou-Xiaoshan, - Honolulu, - Cassidy, - Los Angeles, - Melbourne-Tullamarine, - Nouméa - La Tontouta, - Nuku'alofa, - Port-Vila Bauerfield, - San Francisco, - Singapour-Changi, - Sydney-K. Smith, - Tarawa (Bonriki), - Tokyo-Narita , - Vancouver - Wellington En saison charter :*Pékin-Capitale, Taïwan-Taoyuan |
| Fiji Link          | Vunisea-Kadavu, Labasa, Rotuma (en), Savusavu (en), Suva-Nausori, Matei-Taveuni En saison : Vavaʻu |
| Hibsicus Air       | Pacific Harbour |
| Jetstar Airways    | Melbourne-Tullamarine, Sydney-K. Smith |
| Nauru Airlines     | Nauru |
| Northern Air       | Île de Gau, Koro, Labasa, Laucala Island, Levuka, Moala, Rotuma (en), Savusavu (en), Suva-Nausori, Matei-Taveuni |
| Pacific Island Air | Malololailai, Mana (en) |
| Solomon Airlines   | Honiara, Port-Vila Bauerfield |
| Virgin Australia   | Brisbane, Melbourne-Tullamarine, Sydney-K. Smith |

Édité le 10/13/2023